# James D’Arcy

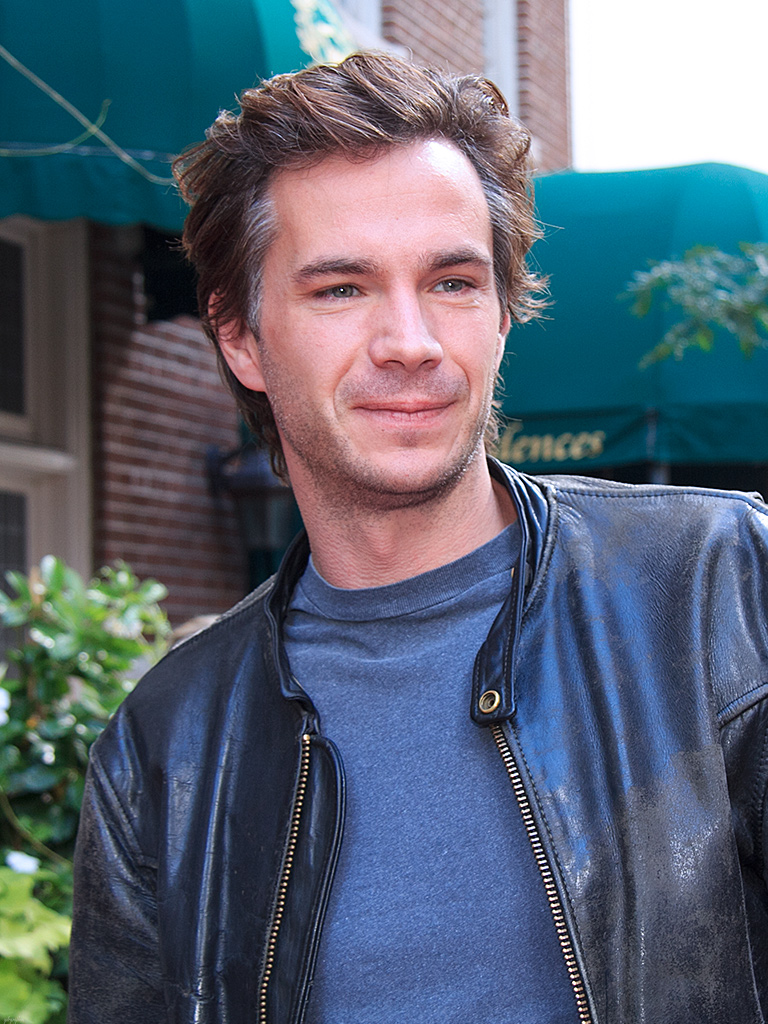
James D’Arcy (2012)

James D’Arcy (* 24. August 1975 in London, England als Simon D’Arcy) ist ein britischer Schauspieler.

## Leben und Karriere
James D’Arcy wurde als Simon D’Arcy geboren und wuchs im Londoner Stadtteil Fulham auf. Seine Mutter Caroline war Krankenschwester, sein Vater starb, als er noch jung war. Er hat eine jüngere Schwester, Charlotte.
Nachdem er seine Schulzeit am Christ’s Hospital 1991 abgeschlossen hatte, machte er ein freiwilliges soziales Jahr in Australien, wo er in einer Schule in Perth für die Schauspielabteilung arbeitete. Dadurch fing er an, sich für Schauspielerei zu interessieren. Als er wieder zurück in seiner Heimat London war, bewarb er sich an verschiedenen Schauspielschulen, von denen die hoch angesehene London Academy of Music and Dramatic Art – kurz LAMDA – ihn aufnahm und wo er einen dreijährigen Kurs besuchte. Diesen schloss er 1995 mit einem Bachelor in Schauspielerei ab. Während seiner Zeit an der LAMDA nahm er an verschiedenen Projekten wie Heracles, Wie es euch gefällt, Wilder Honig, The Freedom of the City und Sherlock Holmes teil. 2012 war er in der Rolle des Anthony Perkins im Biografie-Drama Hitchcock, das auf der Biografie Alfred Hitchcock and the Making of Psycho von Stephen Rebello basiert, zu sehen.
Nach dem Kurzfilm Chicken/Egg 2016, für den James D’Arcy u. a. seine Schauspielkollegen Hayley Atwell, Nikolaj Coster-Waldau, Huxley Davenport und Max Fowler gewinnen konnte, legte er 2020 mit Made in Italy seinen ersten abendfüllenden Spielfilm als Regisseur und Drehbuchautor vor. Die Hauptrollen spielen Liam Neeson und dessen Sohn Micheál Richardson.

## Filmografie (Auswahl)
- 1996: Silent Witness (Fernsehserie, 1 Folge)
- 1999: The Trench
- 2001: Revelation
- 2001: The Life and Adventures of Nicholas Nickleby
- 2002: Sherlock
- 2003: Master & Commander – Bis ans Ende der Welt (Master and Commander: The Far Side of the World)
- 2003: Ein gefährlicher Kuss (Dot the I)
- 2004: Exorzist: Der Anfang (Exorcist – The Beginning)
- 2005: Der Fluch der Betsy Bell (An American Haunting)
- 2005: Der blaue Express (The Mystery of the Blue Train)
- 2006: Agatha Christie’s Marple: Die Schattenhand (Marple: The Moving Finger)
- 2007: Rise: Blood Hunter
- 2007: Mansfield Park
- 2007: Inspector Lynley (The Inspector Lynley Mysteries, Fernsehserie, 1 Folge)
- 2009: Virtuality – Killer im System (Virtuality)
- 2009–2010: Secret Diary of a Call Girl (Fernsehserie, 8 Episoden)
- 2011: W.E.
- 2011: Screwed – Krieg im Knast (Screwed)
- 2011: Age of Heroes
- 2012: In Their Skin – Sie wollen dein Leben (In Their Skin)
- 2012: Cloud Atlas
- 2012: Hitchcock
- 2013: The Philosophers – Wer überlebt? (After the Dark)
- 2014: Those Who Kill (Fernsehserie, 10 Episoden)
- 2014: Let’s be Cops – Die Party Bullen (Let’s be Cops)
- 2015: Jupiter Ascending
- 2015: Broadchurch (Fernsehserie, 8 Episoden)
- 2015: Survivor
- 2015–2016: Marvel’s Agent Carter (Fernsehserie, 18 Episoden)
- 2016: Guernica
- 2016: Chicken/Egg (Kurzfilm, nur Regie, Drehbuch)
- 2017: Dunkirk
- 2017: Schneemann (The Snowman)
- 2018: Homeland (Fernsehserie, 6 Episoden)
- 2018: Das Boot (Fernsehserie, 2 Episoden)
- 2019: Avengers: Endgame
- 2019: The Hot Zone (Fernsehserie, 5 Episoden)
- 2019: The Rook (Fernsehserie, 2 Episoden)
- 2019: Perfect Human (Life Like)
- 2020: Made in Italy (nur Regie, Drehbuch)
- 2020: LX 2048 (001LithiumX)
- 2020: Six Minutes to Midnight
- 2021: Leonardo (Fernsehserie)
- 2023: Oppenheimer
- 2024: Constellation (Miniserie)